# Världstullorganisationen
Världstullorganisationen World Customs Organization (WCO) är en mellanstatlig organisation med huvudkontor i Bryssel, Belgien, som specialiserar sig på tullformaliteter mellan internationella handelspartners.
Världstullorganisationen grundades den 26 januari 1953. WCO omfattar för närvarande 179 medlemsländer. WCO strävar efter att harmonisera den internationella handeln och har satt som mål att bekämpa gränsöverskridande brottslighet.